# Saintpauliopsis
Saintpauliopsis, monotipski biljni rod u porodici primogovki smješten u potporodicu Nelsonioideae. Jedina vrsta je S. lebrunii.

## Etimologija
Saintpauliopsis je izvorno klasificiran u porodici Gesneriaceae, a ime roda, što znači "slično Saintpauliji" (sada sinonimizirano pod Streptocarpus), neizravno odaje počast Walteru Le Tanneuxu de Saint Paul-Illaireu (1860. – 1940.), njemačkom carskom kapetanu u Njemačkoj Istočnoj Africi (otprilike današnja Tanzanija), i njegovom ocu, Ulrich Maximilian von Saint Paul-Illaire (1833. – 1902.), njemački mornarički časnik i sudski dužnosnik. Latinski specifični epitet za lebrunii odnosi se na belgijskog botaničara Lebruna, Jean Paul Antoinea (1906. – 1985.). Prvi put je opisan i objavljen u Bull. Jard. Bot. État Bruxelles Vol.13 na stranici 8 iz 1934.

## Opis
Rod je opisan u Bull. Jard. Bot. État Bruxelles, 13: 8. 1934. Trajnica ili epifit.

## Sinonimi
- Staurogyne lebrunii (Staner) B.L.Burtt; Notes Bot. Gard. Edinburgh 22: 313 (1958)
- Saintpauliopsis lebrunii var. obtusa Staner; Bull. Jard. Bot. État Bruxelles 13: 9 (1934)